# Ionity
Ionity GmbH est une coentreprise entre les constructeurs automobiles BMW, Mercedes-Benz, Ford, ainsi qu'Audi et Porsche du Groupe Volkswagen, ayant pour vocation de construire en Europe un réseau de bornes de recharge électriques de haute puissance pour les véhicules électriques. Hyundai rejoint Ionity en 2019, ainsi que le fonds d'investissement BlackRock en 2021.

## Historique
Le 30 novembre 2016, les constructeurs Audi, BMW, Mercedes, Ford et Porsche annoncent s'unir pour créer un réseau de recharge payant et ultra-rapide, jusqu'à 350 kW, destiné aux véhicules électriques en Europe. Les constructeurs originels sont unis à parts égales dans cette coentreprise, mais les autres constructeurs automobiles sont invités à rejoindre ce réseau.
Vingt stations doivent ouvrir en 2017, distantes au maximum de 120 km, en commençant par l'Allemagne, l'Autriche et la Norvège, puis une centaine en 2018, avec l'objectif de 400 stations dans toute l'Europe en 2020. Les constructeurs allemands ont pour objectif de concurrencer l'Américain Tesla sur le marché de la voiture électrique et sur son réseau de superchargers déjà bien implanté.
Ce n'est pas la première fois que les groupes BMW, Daimler et Volkswagen s'associent pour un projet lié indirectement à l'automobile : en 2015, ils ont racheté ensemble Here Maps à Nokia, spécialiste de la cartographie numérique, pour contrer Google et son application Google Maps.
Fin 2017, Shell rejoint Ionity et permet à la coentreprise de bénéficier, dans ses stations-service, de sites pour l'installation des bornes électriques,.
En 2018, d'autres constructeurs sont en négociation pour rejoindre les constructeurs allemands : Volvo, Jaguar, PSA (Peugeot, Citroën, DS Automobiles, Opel) et Tesla.
Le service de recharge Ionity est officiellement lancé le 2 septembre 2018 par l'inauguration de neuf stations de recharge en Europe, dont deux en France et un tarif unique à la session de charge de huit euros, quelle que soit la quantité d'électricité consommée.
En novembre 2018, le constructeur automobile américain Tesla annonce que sa berline compacte Model 3 livrée en Europe est pourvue d'une prise CCS Combo, pour se connecter sur le réseau Ionity.
En septembre 2019, le constructeur coréen Hyundai, très présent sur le marché des véhicules électriques avec ses modèles Ioniq et Kona, rejoint la coentreprise.
En novembre 2021, Ionity lève 700 millions €, dont 500 millions € apportés par BlackRock Global Renewable Power, un fonds spécialisé du géant américain de la finance BlackRock.

Ionity (2016)
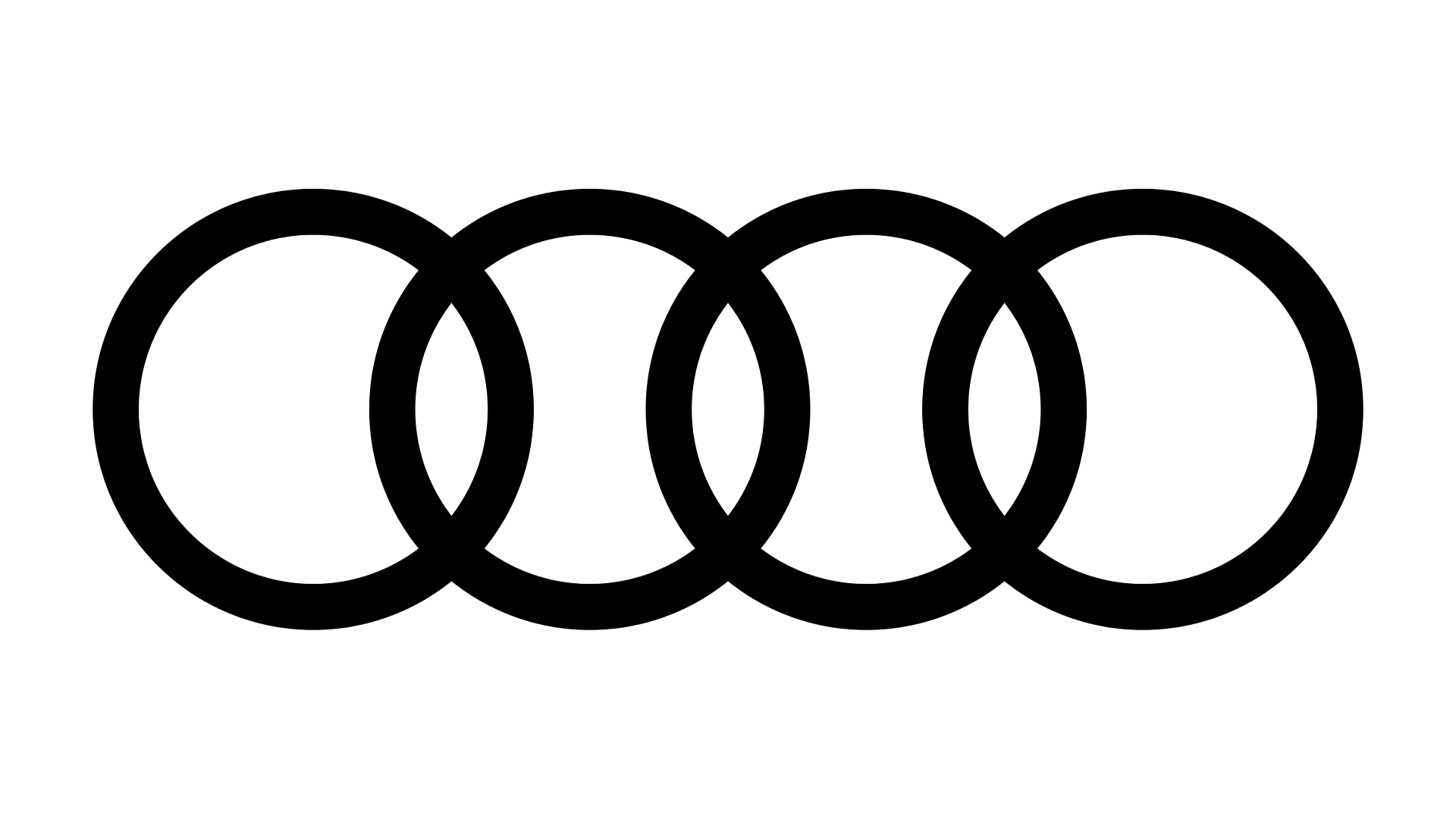
Audi.
Mercedes.
BMW.
Ford.

## Caractéristiques

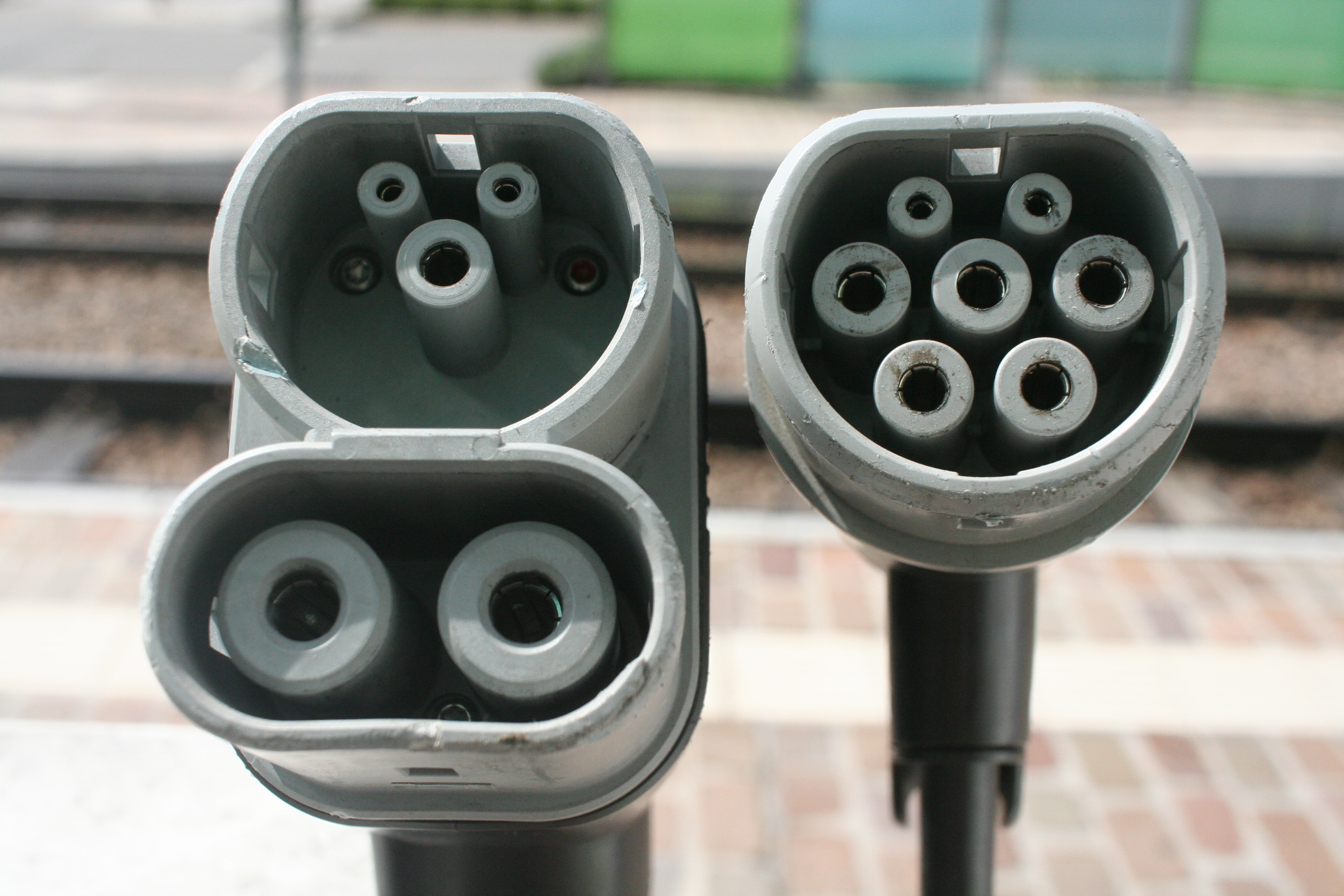
À gauche : prise CCS Type 2. À droite : prise standard IEC Type 2.

Ionity a fait le choix du courant continu pour la recharge, d'une puissance de 350 kW maximum et du standard européen Combined Charging System (CCS) pour ses connexions. Le choix du CCS s'explique par le fait que la nouvelle norme est présentée par un consortium de constructeurs allemands et américains, dont les membres de Ionity (BMW, Mercedes-Benz, Ford, Audi, Porsche, Volkswagen) associés à Chrysler et General Motors. Le CCS est aussi appelé « Combo » car il combine les possibilités de recharge rapide et de recharge classique. Les voitures électriques les plus vendues en 2017 que sont les Nissan LEAF et Renault ZOE ne pourront pas se connecter sur ces bornes, leurs caractéristiques techniques étant différentes, mais Renault a annoncé que la Zoe passerait au standard européen CCS en 2019.

### Recharge
Dès l'ouverture du service de recharge sur ses bornes en septembre 2018, Ionity facture le client selon un forfait unique par charge, s'élevant à 8 €, indépendamment de la quantité d'électricité consommée ou de la marque du véhicule. Avec le déploiement des véhicules électriques sur les marchés et l'augmentation des puissances de recharge (jusqu'à 350 kW), Ionity modifie ses conditions tarifaires en janvier 2020, passant du forfait illimité au kilowatt-heure consommé au tarif de 0,79 €/min, soit une augmentation au delà du 10e kilowatt-heure chargé.
Depuis le 1er juillet 2022, Ionity facture la recharge au kWh au tarif de 0,69 €/kWh en France.
Ionity Gmbh[réf. nécessaire].
Le 16 août 2023, en France et dans plusieurs pays d’Europe, le tarif est réduit à 0,59 €/kWh [réf. nécessaire].

## Statistiques
En mai 2022, le réseau Ionity compte 417 stations équipées de 1 736 points de recharge dans 24 pays, et 30 stations en construction. La société vise 1 000 stations (7 000 points de charge) en Europe en 2025, dont 180 en France.